# Catena dorsale
Nella chimica organica, la catena dorsale (ing. backbone chain), o catena principale o semplicemente dorsale, di un polimero è la serie di atomi legati in modo covalente che insieme costituiscono la catena continua della molecola. Quando formata solo da atomi di carbonio, prende il nome di catena carboniosa.
| Controllo di autorità | GND (DE) 4419183-2 |